# Euphorbia dracunculoides
Euphorbia dracunculoides är en törelväxtart som beskrevs av Jean-Baptiste de Lamarck. Euphorbia dracunculoides ingår i släktet törlar, och familjen törelväxter.

## Underarter
Arten delas in i följande underarter:
- E. d. dracunculoides
- E. d. flamandii
- E. d. glebulosa
- E. d. hesperia
- E. d. inconspicua
- E. d. intermedia
- E. d. volutiana